# Ghermănești, Suceava
Ghermănești este o fostă localitate în județul Suceava, Moldova, România. În prezent nu mai are niciun locuitor